# Флаг Оредежского сельского поселения
Флаг муниципального образования О́редежское сельское поселение Лужского муниципального района Ленинградской области Российской Федерации — опознавательно-правовой знак, служащий официальным символом муниципального образования.
Флаг утверждён 15 мая 2009 года решением Совета депутатов Оредежского сельского поселения № 140 и внесён в Государственный геральдический регистр Российской Федерации с присвоением регистрационного номера 4924.

## Описание
«Флаг муниципального образования Оредежское сельское поселение Лужского муниципального района Ленинградской области представляет собой прямоугольное полотнище с отношением ширины флага к длине — 2:3, воспроизводящее композицию герба муниципального образования Оредежское сельское поселение Лужского муниципального района Ленинградской области в голубом и жёлтом цветах».
Геральдическое описание герба гласит: «В лазоревом (синем, голубом) поле с золотой оконечностью, обременённой лазоревым крылатым колесом — золотая отвлечённая решётчатая ограда с такими же открытыми воротами, в которых две золотые, направленные остриями вниз стрелы накрест и поверх них — золотая шпага, остриём вниз, в столб».

## Обоснование символики
Посёлок Оредеж с августа 1927 по октябрь 1959 года являлся райцентром одноимённого района Ленинградской области. Населённые пункты современного муниципалитета входили тогда в состав Пантелеевского сельсовета, в октябре 1959 года переименованного в Оредежский.
Современный посёлок Оредеж расположен на месте, где в старину располагалось несколько населённых пунктов. Это село Ворота (и одноимённая усадьба, ныне не существующая), деревни Кашицы, Щербинка, Пантелеевичи, и посёлок Оредеж. Предпоследние три деревни (Кашица, Щербинка и Пантелеевичи) были объединены с посёлком Оредеж согласно решению Леноблисполкома от 31 декабря 1970 года.
Старинное село Ворота находилось в месте сужения реки Оредеж, при её истоке из озера Антоново. Здесь берега реки почти смыкаются друг с другом, наподобие створки гигантского шлюза природных ворот, что вероятно и нашло отражение в местном топониме — в названии села. Сегодня село это не существует, а былое место его расположения находится на северной окраине посёлка Оредеж, примыкая к границе поселковой черты. Издревле Ворота были вотчиной местных помещиков дворян Сукиных, именно здесь находилась их родовая усадьба. Со временем Ворота стали частью обширного имения, в XVIII веке принадлежавшего Якову Ивановичу Сукину — действительному статскому советнику и первому товарищу Санкт-Петербургского губернатора. Кроме Ворот Я. И. Сукину принадлежали свыше 15 поселений на территории современного Лужского района, включая деревню Нежгостицы, где в 1820-е годы генерал от инфантерии А. Я. Сукин, сын Якова Ивановича, устроил фамильную усадьбу с роскошным архитектурно-парковым ансамблем. До тех пор центром имения Сукиных оставались Ворота, в какой-то мере сохранившие это значение и в последующее время.
Изображение и описание герба дворянского рода Сукиных приведены в IX томе «Общего гербовника дворянских родов Всероссийской Империи, начатом в 1797 г.»: «В щите, имеющем голубое поле крестообразно изображены золотые две стрелы и шпага, остроконечиями обращённые вниз. Щит увенчан дворянским шлемом и короною со строусовыми перьями. Намёт на щите голубый, подложенный золотом».
Шпага и перекрещённые стрелы в арке раскрытых ворот — напоминание об исторической усадьбе Ворота.
Золотая ограда и открытые ворота — гласное указание на название усадьбы.
Первоосновой возникновения посёлка Оредеж было возникновение одноимённой железнодорожной станции. Время постройки железной дороги 1897—1898 годы. Первый поезд пошёл через мост, построенный через реку Оредеж в 1903 году.
Лазоревое крылатое колесо — напоминание о железнодорожной станции, ставшей первопричиной возникновения посёлка Оредеж.
Лазоревый (синий, голубой) — символ красоты, любви, мира и возвышенных устремлений.
Жёлтый цвет (золото) — символ божественного сияния, благодати, прочности, величия, солнечного света. Символизирует также могущество, силу, постоянство, знатность, справедливость, верность.